# Angeł Kynczew Ruse
Angeł Kynczew Ruse (bułg. СК Ангел Кънчев (Русе)) – bułgarski klub piłkarski, mający siedzibę w mieście Ruse, na północy kraju, działający w latach 1919–1948.

## Historia
Chronologia nazw:
- 1919: Angeł Kynczew Ruse (bułg. СК Ангел Кънчев (Русе))
- 1934: Angeł Kynczew Ruse (bułg. СК Ангел Кънчев (Русе)) – po fuzji z Czerni Łom Ruse
- 1945: Angeł Kynczew-Lewski Ruse (bułg. НФД Ангел Кънчев-Левски (Русе)) – po fuzji z Lewski Ruse
- 1948: klub rozwiązano – po dołączeniu do Dinamo Ruse

Klub sportowy Angeł Kynczew został założony w Ruse w 1919 roku. Funkcjonował w pewnym rejonie miasta – wokół dawnego kina, domu kultury i szkoły "Angeł Kynczew". 
Angeł Kynczew razem z klubami Lewski, Pobeda, Napredyk i Kubrat startował w pierwszych mistrzostwach Ruse 1925 roku. Klub nigdy nie zakwalifikował się do turnieju finałowego mistrzostw Bułgarii na szczeblu centralnym, chociaż był drugim w pierwszej dywizji Ruse w sezonie 1926/27 i 1943/44 oraz trzecim w 1927/28, 1930/31, 1933/34, 1934/35, 1938/39, 1942/43.
14 listopada 1934 roku do klubu dołączył Klub Sportowy Czerni Łom, który działał w sąsiednim rejonie wzdłuż rzeki Rusenski Łom i powyżej dzisiejszego Dworca Centralnego.
Klub istniał samodzielnie do 10 czerwca 1945 roku, a potem połączył się z klubem Lewski Ruse. Po fuzji klub występował pod nazwą Angeł Kynczew-Lewski.
W 1945 roku zespół po wygraniu mistrzostw obwodu sportowego Ruse awansował do Republikansko pyrwenstwo, w których w rundzie pierwszej wygrał 2:0 z Lewski-Dorostol Silistra, ale potem w 1/8 finału przegrał 1:2 z Spartakiem Warna.
8 lutego 1948 roku klub dołączył do Dinamo Ruse na rozkaz ówczesnej nomenklatury partyjnej i przestał istnieć. 16 lutego 1949 Dinamo Ruse (założony 1944), Łokomotiw Ruse (założony 1930) i Rusenec Ruse połączyli się w Dunaw Ruse.

## Barwy klubowe, strój, herb, hymn
|  |  |

Klub ma barwy niebiesko-białe. Piłkarze domowe spotkania zazwyczaj grają w pasiastych pionowo niebiesko-białych koszulkach, niebieskich spodenkach oraz niebieskich getrach.

## Sukcesy

### Trofea międzynarodowe
Do chwili obecnej klub jeszcze nigdy nie zakwalifikował się do rozgrywek europejskich.

### Trofea krajowe
| \| \| Zdobyte trofea w rozgrywkach Bułgarii (stan na: 31-05-2021) \| |                                                             |      |          |
| Rozgrywki                                                            | Osiągnięcie                                                 | Razy | Sezon(y) |
| · Mistrzostwo                                                        | I miejsce                                                   | 0    |          |
| · Mistrzostwo                                                        | II miejsce                                                  | 0    |          |
| · Mistrzostwo                                                        | III miejsce                                                 | 0    |          |
| · Mistrzostwo                                                        | 1/8 finału                                                  | 1    | 1945     |
| Puchar                                                               | zdobywca                                                    | 0    |          |
| Puchar                                                               | finalista                                                   | 0    |          |
| II liga                                                              | I miejsce                                                   | 0    |          |
| II liga                                                              | II miejsce                                                  | 0    |          |
| II liga                                                              | III miejsce                                                 | 0    |          |
| Bułgaria                                                             | Zdobyte trofea w rozgrywkach Bułgarii (stan na: 31-05-2021) |      |          |

- Gradsko pyrwenstwo na Ruse i Rusenskata sportna obłast:
  - mistrz (1): 1945

- Puchar Eks timowete:
  - zdobywca (1): 1942

## Poszczególne sezony

### Rozgrywki międzynarodowe

#### Europejskie puchary
Nie uczestniczył w rozgrywkach europejskich.

### Rozgrywki krajowe
| \| Bułgaria \| Bilans występów klubu w rozgrywkach piłkarskich Bułgarii (Stan na 31 maja 2021 r.) \| \| |                                                                                    |        |       |   |   |   |    |    |     |      |        |        |      |
| Poziom                                                                                                  | Rozgrywki                                                                          | Sezony | Mecze | Z | R | P | B+ | B– | Pkt | Lata | Awanse | Spadki | Naj. |
| I | Dyrżawno pyrwenstwo / Nacionałna futbołna diwizija / Republikansko pyrwenstwo      | 1      |       |   |   |   |    |    |     | 1945 | 0      | 5      | 1/8  |
| II | B RPG / Wtora PFG / Pyrwa PFL / B PFG / Wtora PFL                                  | 0      |       |   |   |   |    |    |     |      | 0      | 0      |      |
| III | Treta amatorska futbołna liga                                                      | 0      |       |   |   |   |    |    |     |      | 0      | 0      |      |
| IV | Obłastna futbołna liga                                                             | 0      |       |   |   |   |    |    |     |      | 0      | 0      |      |
| | Puchar Bułgarii                                                                    | 0      |       |   |   |   |    |    |     |      | 0      | 0      |      |
| Bułgaria                                                                                                | Bilans występów klubu w rozgrywkach piłkarskich Bułgarii (Stan na 31 maja 2021 r.) |        |       |   |   |   |    |    |     |      |        |        |      |

## Struktura klubu

### Stadion
Klub piłkarski rozgrywał swoje mecze domowe na stadionie Napredyk w Ruse, który może pomieścić 13.000 widzów.

## Kibice i rywalizacja z innymi klubami

### Derby
- Dobrudża Ruse
- Lewski Ruse
- Łokomotiw Ruse
- Napredyk Ruse
- Rakowski Ruse